# Широке (Берегівський район)
Широ́ке — село в Виноградівській громаді Берегівського району Закарпатської області України.
Колишня назва — Вишній Шард.
Назва села пішла від імені потічка Шардик, який протікав у тій місцевості. Першу згадку про село знаходимо в 1351 році в документі, озвученому в Гейенеші (тепер Словаччина) на нараді наджупанів, про те, що севлюські і хустські госпіти, а також, сини білківського воєводи Карачона захопили Чингаву, Шард, Раковець та інші поселення, які, по праву належали дворянському роду Уйгеї. Їхню правдивість підтвердили судді і присяжні Угочанського і Сотмарського комітатів під клятвою.
Тим не менше, для Уйгеїв ця судова тяганина залишилася безрезультатною. В 1397 році судова суперечка вже велася із зухвалими воєводами Драгом і Балком, які на той час уже володіли селом. Пізніше, коли Шардом у 1405 році оволоділи барони Перені, Уйгеї, не маючи шансів на перемогу, навіть не робили спроби порушити позов проти всесильних володарів комітату. Так до кінця Верхній Шард залишився власністю баронів Перені.
Потрібно зазначити, що розділ Шарду на Нижній і Вишній кінцево оформлений в середині ХУ століття.
За іншою версії, назва села походить від прізвища сім'ї Шардіїв, яка переселилася із Поділля. Це припущення малоймовірне, але має право на існування.
В 1946 році село перейменували в Широке, хоч це і не найкращий варіант. Але ліпший, ніж отримали Нижній Шард — Нижнє Болотне і Шардик — Заболотне (обидва села Іршавського району). Очевидно, при перейменуванні виходили з того, що слова «шарод», «шард», «шардик» при перекладі з угорської означають болото, бруд, багно. Назву Широке, деякою мірою, можна пояснити тим, що село простягається на 6 км по центральній дорозі із заходу на схід.
В селі дотепер є багато угорських прізвищ, носії яких не знають угорської мови, як не знали і їх предки. Старожили говорять, що в селі побутувала традиція кожному давати вуличну кличку, в якій вказувалося походження за материнською лінією. Наприклад, Ферко Гафіїн, Тимко Марішин, тощо. А виникнення угорських прізвищ пояснюють тим, що люди не знали своїх справжніх прізвищ, а коли робили перший перепис населення, сюди додалося ще й незнання угорської мови. Тому комісія за зовнішнім виглядом або за родом занять записувала людям прізвища.
Так появилася плеяди Феєрів (блондинів або світловолосих людей), Сакалошів (бородаті), в той час було ще прізвище Нодьсокалу. Не менше в селі Сабових (хтось із сім'ї був кравцем). Були в селі і Фекете (чорний). В 1667 році знаходимо такі прізвища: Чугорка, Фединець, Копинець, Когут, Костюк, Погоріляк. Щодо виникнення прізвища Погоріляк, яких в селі дуже багато і тепер, то, напевно, воно походить від того, що в ті часи погорільці не платили податку (порції), поки повністю не відбудувалися. Отже в списки, для ясності, їх записували Погоріляк, щоб не було сумнівів.
Село має свої урочища або частини, які мають сільські назви. В Широкому це — Димниця, Село, Медвежого, Араняш, Арсаг, Гомила. Цікавим є походження останньої назви — Гомила- це кордон по — румунськи. Так народна пам'ять зафіксувала, що з квітня 1919 по травень 1920 року в селі були румуни, а поруч у Вільхівці — чехи, а між ними проходив кордон із постом, на якому чергували прикордонна варта та митники.
Село має свої урочища або частини, які мають сільські назви. В Широкому це — Димниця, Село, Медвежого, Араняш, Арсаг, Гомила. Цікавим є походження останньої назви — Гомила- це кордон по — румунськи. Так народна пам'ять зафіксувала, що з квітня 1919 по травень 1920 року в селі були румуни, а поруч у Вільхівці — чехи, а між ними проходив кордон із постом, на якому чергували прикордонна варта та митники.
Багатим було і релігійне життя Шарду. Оскільки в селі переважали русини (тепер їх називають українцями), то і віра завжди була одна — греко-католицька. ЇЇ громада створена ще в середині ХУІІ століття. Першим священиком, якого вдалося встановити, був у 1726 році Сосновський Василь.
А ось що писав у 1751 році єпископ М.Ольшавський: «Се село од многих років опорожнено, а засобляєся од пароха Шардівського. Телек парохіальний, виділений од громади, где дяк свободно жиє без принадлежащих ораниць і лук. Газдов з жилярами є 16, способні к сповіді 63, всі висповідалися, кроме двох: Василя і Петра Лакатош. Платять пов віка жита і пов дня роботи оддають. Ані крестительниці, ані матрики, ані баби присяжної не є. Церков стара, вскорі розпадеться, з олтарем дуже бідним. Чаша циняна, звізда, ложечка залізна, дискос не пристойний олов'яний… Свічники два, дуже бідні. Образи місцеві. Церков травою вкрита. Звон один. Замок деревляний. Книги лише чотири, обрядові.»
У документах із 1775 року зазначають, що парохія і дерев'яна церква походять із 1674 року, але церква вже розвалюється, і в 1774 році вірники почали будувати нову церкву, теж дерев'яну. Служили в ній богослужіння до 1886 року, коли 1 серпня відбулося освячення новозбудованої кам'яної церкви. Вона споруджувалася протягом 20-ти років. Про це написали в газеті. Церква особливо дивує пропорційністю своїх частин, що надає їй чарівну привабливість — спостерігач не може відірвати своїх очей від неї. Ця церква споруджена під керівництвом о. Андрія Фенцика (1857—1888), при кураторах Петрові Романові і Федорові Білаку, які під час будівництва упокоїлися. Тому справу закінчили куратори Василь Погоріляк і Василь Сакалош. Будівництво тривало 20 років, бо не було коштів. Вірники щорічно орали, сіяли, збирали і продавали урожай, щоб поповнити церковну касу. Але і окремі жителі жертвували на храм.
Так, Іван Погоріляк поставив престол за 250 гульденів, Василь Погоріляк перекрасив древній іконостас за 86 гульденів. Іван Феєр, Михайло Купар, Петро Купар поставили хор, Михайло Чедрик — жертвеник. Іконостас, що налічує 42 ікони, було встановлено на початку ХХ століття. Останній священик, який служив в 1943-1949-х роках, до заборони греко-католицької церкви, о. Іван Тегзе, возз'єднався з російською православною церквою 25 червня 1949 року. Церкву підпорядкували Московському патріархату. Після легалізації греко-католицької церкви, вірники села, і надалі, залишилися у лоні православ'я.
Як зазначено на таблиці на північній стіні храму, останній великий ремонт тут відбувся у 1988 році за священика Василя Мадяра, голови громади Петра Сакалоша, членів церковного комітету Івана Керечана, Антона Кости, Івана та Антона Лихтеїв, Карла Купара, Степана Трояна.
Забудова населеного пункту здійснюється все на дальшій відстані від старої церкви, та й адміністративний центр села змістився до нових заселень. Тому й виникла необхідність побудувати ще одну церкву на такому місці, щоб було зручно селянам. У 2003 році була зареєстрована нова православна громада, а сільрадою виділені земельні ділянки для нової церкви і цвинтаря.
Нова церква будується на дуже зручному місці і, як належить, на пануючому над селом підвищенні. Але спочатку побудували каплицю, яку освятили разом з наріжним каменем і ділянкою для будівництва храму. Цю функцію виконав владика Хустсько-Виноградівської єпархії Іоан. Молебні відбувалися в дерев'яній каплиці, але вже 21 листопада 2015 року перше богослужіння відбулося в приміщенні нової Свято-Михайлівської церкви

#### хутір Араняш
В той час був хутір Араняш, який рахувався землеробською колонією, в якій проживало 100 чоловік, і така сама колонія — Арсаг (75 чоловік). Через 9 років в 1930 році на Араняші вже було 85 будинків з 475-ма жителями, а на Арсагу — 96 будинків з 443-ма мешканцями. Це показує, яким динамічним був розвиток села при чехах.

Село Широке невелике за розмірами. В ньому мешкає небагато людей. На території Широкого є дві школи, бібліотека, дитячий садок, фельдшерсько-акушерський пункт, ощадна каса, відділення зв'язку, магазини.

## Туристичні місця
- храм 1886 року
- Під час підготовки до олімпіади в Москві в 1980 році відкрили дорогу державного значення Сільце-Велика Копаня, яка пролягає через Широке із заходу на схід. Тепер можна комфортно дістатися до села через Велику Копаню, правда, дорога стала на 6 км довшою, але компенсується живописними краєвидами і збереженням автомобіля від надмірного зносу.

## Населення
Згідно з переписом УРСР 1989 року чисельність наявного населення села становила 2094 особи, з яких 1002 чоловіки та 1092 жінки.
За переписом населення України 2001 року в селі мешкало 2410 осіб.

### Мова
Розподіл населення за рідною мовою за даними перепису 2001 року:
| Мова       | Відсоток |
| ---------- | -------- |
| українська | 99,67 %  |
| російська  | 0,33 %   |

## Видатні люди
- Копинець Карло Федорович (1937, в селі Широке — 2004) — український поет, хірург, член НСПУ.